# Alberto Pablo de la Calle García
Alberto Pablo de la Calle García (Veracruz, México, 1969) es un diplomático español. Fue Embajador de España en  la República de Namibia (2022-2025), y en la República de Botsuana (2023-2025).

## Carrera diplomática
Nació en Veracruz (México). Tras licenciarse en Derecho y en Ciencias Económicas y Empresariales, ingresó en la Escuela Diplomática (1998).
Ha estado destinado en las embajadas de España en Nairobi (Kenia) —donde también fue el representante permanente adjunto ante el Programa de Naciones Unidas para el Medio Ambiente—, Abu Dabi (Emiratos Árabes Unidos) y Quito (Ecuador).
Durante la Presidencia Española de la Unión Europea (2010) fue enlace de la UE con la Oficina del Representante Especial de la Unión Europea en Kosovo, y fue consejero en la Misión Permanente de España ante Naciones Unidas en Nueva York —en el Consejo de Seguridad (2015-2016)—.
En el Ministerio de Asuntos Exteriores (Madrid) desempeñó diversos cargos: jefe de Servicio de Asuntos de Defensa en la Dirección General para las Naciones Unidas, la Seguridad y el Desarme; subdirector en la Subdirección General de Política Exterior; director adjunto en el Gabinete del ministro, y asesor en la Subdirección General de Cooperación Internacional contra el Terrorismo, las Drogas y el Crimen Organizado.
Fue nombrado Embajador de España en Windhoek (Namibia).